# 張繹 (明朝)
張繹（1469年—？），字思紹，雲南臨安府建水州人，民籍，明朝政治人物。

## 生平
雲南鄉試第二十三名舉人。弘治九年（1496年）中式丙辰科會試第二百九十八名，三甲第八十二名進士。

## 家族
曾祖張善夫；祖父張瑛；父張文宗，两淮運司經歷。前母段氏；母楊氏。具庆下。

## 延伸阅读
[在维基数据编辑]